# Pirttilahti
Pirttilahti är en sjö i Kiruna kommun i Lappland och ingår i Torneälvens huvudavrinningsområde. Pirttilahti ligger i Torne och Kalix älvsystem Natura 2000-område.